# Vivian Chukwuemeka
Vivian Chukwuemeka (née le 4 mars 1975) est une athlète nigériane, spécialiste du lancer du poids et du lancer du disque. 

## Biographie
En 2012, Vivian Chukwuemeka remporte la médaille d'or des Championnats d'Afrique, à Porto-Novo, avec un jet à 18,86 m, améliorant de 43 cm son propre record d'Afrique établi en 2003. Cependant, elle est ultérieurement convaincue de dopage ; radiée à vie, elle est déchue de son titre continental de 2012.

### Palmarès
| Date | Compétition                | Lieu        | Résultat | Épreuve           | Performance |
| ---- | -------------------------- | ----------- | -------- | ----------------- | ----------- |
| 2000 | Jeux olympiques            | Sydney      | 14e      | Lancer du poids   | 17,47 m     |
| 2002 | Jeux du Commonwealth       | Manchester  | 1er      | Lancer du poids   | 17,53 m     |
| 2002 | Jeux du Commonwealth       | Manchester  | 9e       | Lancer du disque  | 53,44 m     |
| 2002 | Championnats d'Afrique     | Radès       | 1er      | Lancer du poids   | 17,60 m     |
| 2002 | Championnats d'Afrique     | Radès       | 2e       | Lancer du disque  | 54,12 m     |
| 2002 | Coupe du monde des nations | Madrid      | 7e       | Lancer du poids   | 17,30 m     |
| 2003 | Jeux africains             | Abuja       | 1er      | Lancer du poids   | 18,12 m     |
| 2003 | Jeux africains             | Abuja       | 2e       | Lancer du disque  | 54,83 m     |
| 2003 | Jeux africains             | Abuja       | 3e       | Lancer du marteau | 56,54 m     |
| 2006 | Jeux du Commonwealth       | Melbourne   | 2e       | Lancer du poids   | 18,25 m     |
| 2006 | Jeux du Commonwealth       | Melbourne   | 9e       | Lancer du disque  | 53,37 m     |
| 2006 | Championnats d'Afrique     | Bambous     | 1re      | Lancer du poids   | 17,45 m     |
| 2006 | Championnats d'Afrique     | Bambous     | 2e       | Lancer du disque  | 53,37 m     |
| 2006 | Coupe du monde des nations | Athènes     | 8e       | Lancer du poids   | 17,72 m     |
| 2007 | Jeux africains             | Alger       | 1er      | Lancer du poids   | 17,60 m     |
| 2007 | Jeux africains             | Alger       | 3e       | Lancer du disque  | 52,52 m     |
| 2007 | Jeux africains             | Alger       | 4e       | Lancer du marteau | 58,15 m     |
| 2008 | Championnats d'Afrique     | Addis-Abeba | 1er      | Lancer du poids   | 17,50 m     |
| 2008 | Jeux olympiques            | Pékin       | 24e (q)  | Lancer du poids   | 17,15 m     |

### Records
| Épreuve          | Performance | Lieu   | Date          |
| ---------------- | ----------- | ------ | ------------- |
| Lancer du poids  | 18,43 m     | Walnut | 19 avril 2003 |
| Lancer du disque | 56,92 m     | Olathe | 23 mai 2003   |